# 2009-es US Open (tenisz)

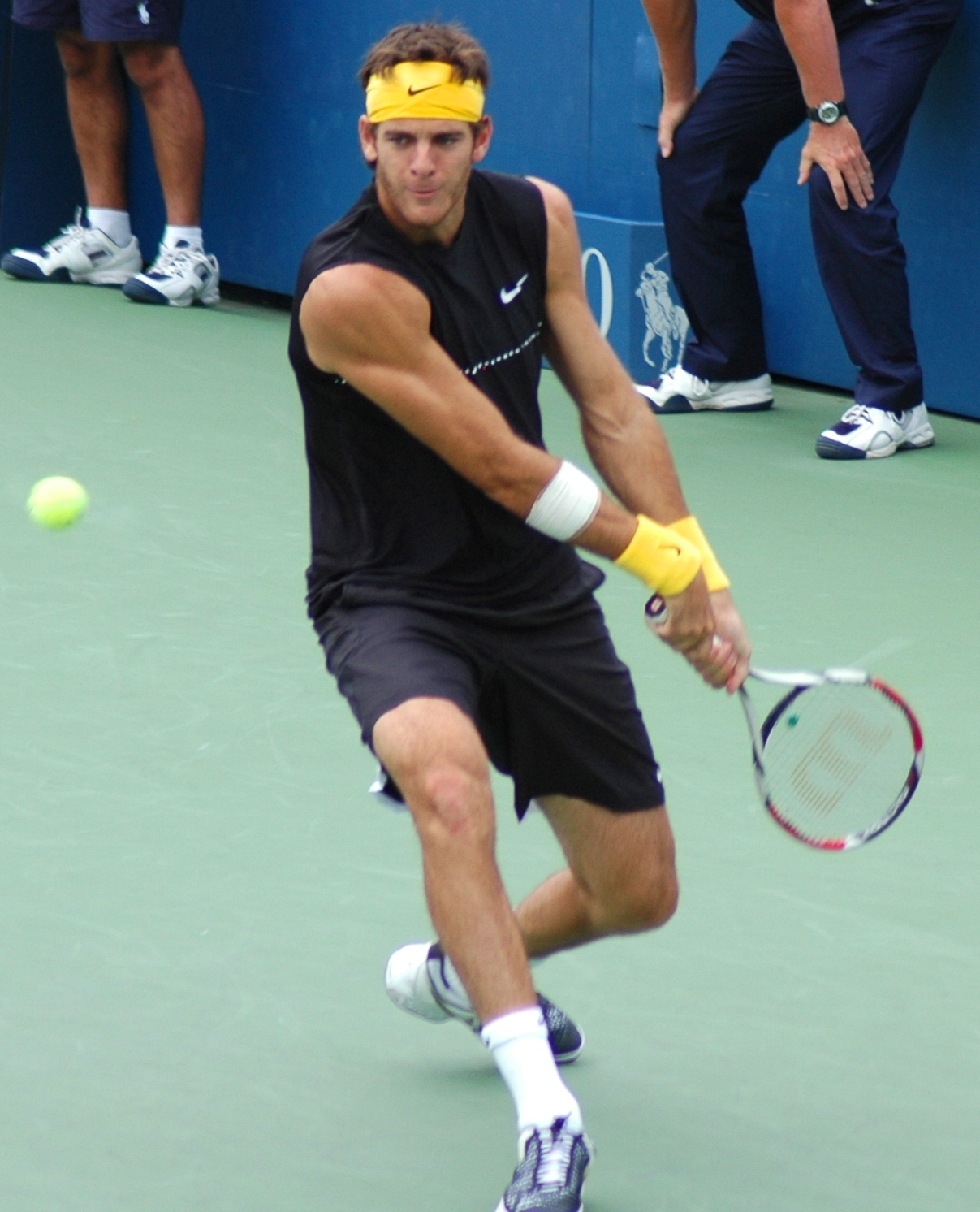
Juan Martín del Potro első Grand Slam-sikerét aratta

A 2009-es US Open volt az év negyedik Grand Slam-tornája, egyben a US Open 129. kiadása volt. New Yorkban, a Flushing Meadows kemény borítású pályáin rendezték meg augusztus 31. és szeptember 13. között.
A férfiak címvédője, Roger Federer a világranglista első helyéről vágott neki a versenynek. A döntőben végül öt szettben vereséget szenvedett az argentin Juan Martín del Potrótól. A női mezőny 2008-as bajnoka, Serena Williams a ranglista második helyén állt a torna kezdete előtt. Őt Kim Clijsters verte meg az elődöntőben. A belga versenyző a dán Caroline Wozniacki 7–5 6–3-as döntőbeli legyőzésével végül a bajnoki címet is megszerezte.
A magyar indulók közül Fucsovics Márton szerepelt a legjobban, aki tajvani partnerével megnyerte a junior párosok versenyét.

## Döntők

### Férfi egyes
Juan Martín del Potro -  Roger Federer, 3–6, 7–6(5), 4–6, 7–6(4), 6–2

### Női egyes
Kim Clijsters -  Caroline Wozniacki, 7–5, 6–3

### Férfi páros
Lukáš Dlouhý /  Lijendar Pedzs -  Mahes Bhúpati /  Mark Knowles, 3–6, 6–3, 6–2

### Női páros
Serena Williams /  Venus Williams -  Cara Black /  Liezel Huber, 6–2, 6–2

### Vegyes páros
Carly Gullickson /  Travis Parrott -  Cara Black /  Lijendar Pedzs, 6–2, 6–4.

## Kiemeltek
Visszaléptek: David Nalbandian, Dominika Cibulková
| 1. Roger Federer 2. Andy Murray 3. Rafael Nadal 4. Novak Đoković 5. Andy Roddick 6. Juan Martín del Potro 7. Jo-Wilfried Tsonga 8. Nyikolaj Davigyenko 9. Gilles Simon 10. Fernando Verdasco 11. Fernando González 12. Robin Söderling 13. Gaël Monfils 14. Tommy Robredo 15. Radek Štěpánek 16. Marin Čilić 17. Tomáš Berdych 18. David Ferrer 19. Stanislas Wawrinka 20. Tommy Haas 21. James Blake 22. Sam Querrey 23. Philipp Kohlschreiber 24. Juan Carlos Ferrero 25. Mardy Fish 26. Paul-Henri Mathieu 27. Ivo Karlović 28. Victor Hănescu 29. Igor Andrejev 30. Viktor Troicki 31. Lleyton Hewitt 32. Nicolás Almagro | 1. Gyinara Szafina 2. Serena Williams 3. Venus Williams 4. Jelena Gyementyjeva 5. Jelena Janković 6. Szvetlana Kuznyecova 7. Vera Zvonarjova 8. Viktorija Azarenka 9. Caroline Wozniacki 10. Flavia Pennetta 11. Ana Ivanović 12. Agnieszka Radwańska 13. Nagyezsda Petrova 14. Marion Bartoli 15. Samantha Stosur 16. Virginie Razzano 17. Amélie Mauresmo 18. Li Na 19. Patty Schnyder 20. Anabel Medina Garrigues 21. Cseng Csie 22. Daniela Hantuchová 23. Sabine Lisicki 24. Sorana Cîrstea 25. Kaia Kanepi 26. Francesca Schiavone 27. Alisza Klejbanova 28. Sybille Bammer 29. Marija Sarapova 30. Aljona Bondarenko 31. Jelena Vesznyina 32. Szávay Ágnes |

## Televíziós közvetítések
| Ország                    | Csatorna                               |
| ------------------------- | -------------------------------------- |
| Amerikai Egyesült Államok | CBS ESPN2 Tennis Channel               |
| Kanada                    | TSN RDS TSN HD TSN2                    |
| Egyesült Királyság        | Sky Sports 2 Sky Sports Xtra Eurosport |
| Németország               | Eurosport                              |
| Magyarország              | Eurosport                              |
| Spanyolország             | Digital plus Antena 3                  |
| India                     | Ten Sports                             |
| Pakisztán                 | Ten Sports                             |
| Japán                     | WOWOW                                  |

## Juniorok

### Fiú egyéni
Bernard Tomic –  Chase Buchanan, 6–1, 6–3.

### Lány egyéni
Heather Watson –  Jana Buhina, 6–4, 6–1.

### Fiú páros
Fucsovics Márton /  Hsieh Cheng-peng –  Julien Obry /  Adrien Puget, 7–6(5), 5–7, [10–1]

### Lány páros
Valerija Szolovjova /  Marina Zanevszka –  Elena Bogdan /  Noppawan Lertcheewakarn, 1–6, 6–3, [10–7]